# 帕德鲁
帕德鲁（義大利語：Padru），是意大利撒丁大区薩薩里省的一个市镇。总面积130平方公里，人口2172人，人口密度16.7人/平方公里（2009年）。ISTAT代码为104019。